# Law & Order: Criminal Intent
Law & Order: Criminal Intent (Brasil: Lei & Ordem: Crimes Premeditados / Portugal: Lei & Ordem: Intenções Criminosas) é uma série de televisão policial dos Estados Unidos cuja história se passa em Nova Iorque. Criminal Intent é o segundo spinoff do drama criminal Law & Order e acompanha os detetives do Esquadrão de Casos Especiais em investigações de alta prioridade. O elenco do programa é constituído atualmente por Jeff Goldblum, Saffron Burrows e Mary Elizabeth Mastrantonio. Numa decisão polêmica dos produtores e executivos responsáveis, Vincent D'Onofrio e Kathryn Erbe, protagonistas desde o início em 2001, foram cortados do seriado no ano de 2009. Julianne Nicholson e Eric Bogosian também deixaram Criminal Intent. Na décima e última temporada, D'Onofrio e Erbe retornaram como protagonistas, ao lado de Jay O. Sanders e Julia Ormond. A série foi encerrada em 26 de junho de 2011, com a exibição do 8º episódio da 10ª temporada, com um total de 195 episódios.

## Formato
Como todas as séries da franquia Law & Order, a narração da abertura é feita por Steven Zirnkilton. Law & Order: Criminal Intent é a única das séries da franquia que não se inicia com "In the criminal justice system..."
| “ | Na guerra contra o crime em Nova York, os piores criminosos são perseguidos pelos detetives do Esquadrão de Casos Especiais. Estas são suas histórias. | ” |

## Exibição
As seis primeiras temporadas do programa foram ao ar, nos Estados Unidos, pela NBC. De 4 de outubro de 2007, ao final do mesmo ano, os episódios novos de Criminal Intent só puderam ser vistos no canal USA Network; a partir de 9 de janeiro de 2008, esses episódios foram reprisados na NBC. Além disso, reprises das sete temporadas do programa continuam sendo mostradas no USA Network e no canal Bravo. No Brasil, a série é exibida na televisão por assinatura no AXN e na Fox Life e na aberta pela Rede Família.
Em Portugal é exibido no canal de cabo Fox Crime e Fox Crime HD, assim como outras spin-offs.

## Elenco e personagens

### Parceiros A
- Vincent D'Onofrio como Det. Robert Goren (2001-2011)
- Kathryn Erbe como Det. Alexandra Eames (2001-2011)

### Parceiros B
A partir da quinta temporada, a série começou a alternar os episódios entre dois times de detetives: a dupla A com Goren e Eames e a B com Logan e outra detetive. Na 8ª temporada Nichols substitui Logan. A partir da 9ª temporada, uma só dupla passa a aparecer no seriado (Nichols e Porter).
- Chris Noth como Det. Mike Logan (2005-2008)
- Annabella Sciorra como Det. Carolyn Barek (2005-2006)
- Julianne Nicholson como Det. Megan Wheeler (2006-2009)
- Alicia Witt como Det. Nola Falacci (2007)
- Jeff Goldblum como Det. Zach Nichols (2009-2010)
- Saffron Burrows como Det. Serena Stevens (2010)

### Capitães
- Jamey Sheridan como Cap. James Deakins (2001-2006)
- Eric Bogosian como Cap. Daniel Ross (2006-2010)
- Mary Elizabeth Mastrantonio como Cap. Zoe Callas (2010)
- Jay O. Sanders como Cap. Joseph Hannah (2011)

### Promotor assistente
- Courtney B. Vance como Ron Carver (2001-2006)

| Temporada | Detetive júnior                 | Detetive sênior                | Detetive sênior                    | Detetive júnior                          | Capitão                        | Promotor de justiça assistente |
| --------- | ------------------------------- | ------------------------------ | ---------------------------------- | ---------------------------------------- | ------------------------------ | ------------------------------ |
| 1         | Bobby Goren (Vincent D'Onofrio) | Alex Eames (Kathryn Erbe)      | vago                               | vago                                     | James Deakins (Jamey Sheridan) | Ron Carver (Courtney B. Vance) |
| 2         | Bobby Goren (Vincent D'Onofrio) | Alex Eames (Kathryn Erbe)      | vago                               | vago                                     | James Deakins (Jamey Sheridan) | Ron Carver (Courtney B. Vance) |
| 3         | Bobby Goren (Vincent D'Onofrio) | G. Lynn Bishop (Samantha Buck) | vago                               | vago                                     | James Deakins (Jamey Sheridan) | Ron Carver (Courtney B. Vance) |
| 3         | Bobby Goren (Vincent D'Onofrio) | Alex Eames (Kathryn Erbe)      | vago                               | vago                                     | James Deakins (Jamey Sheridan) | Ron Carver (Courtney B. Vance) |
| 4         | Bobby Goren (Vincent D'Onofrio) |                                | vago                               | vago                                     | James Deakins (Jamey Sheridan) | Ron Carver (Courtney B. Vance) |
| 5         | Bobby Goren (Vincent D'Onofrio) | Mike Logan (Chris Noth)        | Carolyn Barek (Annabella Sciorra)  |                                          | James Deakins (Jamey Sheridan) | Ron Carver (Courtney B. Vance) |
| 6         | Bobby Goren (Vincent D'Onofrio) | Mike Logan (Chris Noth)        | Megan Wheeler (Julianne Nicholson) | Daniel Ross (Eric Bogosian)              | vago                           |                                |
| 7         | Bobby Goren (Vincent D'Onofrio) | Mike Logan (Chris Noth)        | Nola Falacci (Alicia Witt)         | Daniel Ross (Eric Bogosian)              | vago                           |                                |
| 7         | Bobby Goren (Vincent D'Onofrio) | Mike Logan (Chris Noth)        | Megan Wheeler (Julianne Nicholson) | Daniel Ross (Eric Bogosian)              | vago                           |                                |
| 8         | Bobby Goren (Vincent D'Onofrio) | Zach Nichols (Jeff Goldblum)   |                                    | Daniel Ross (Eric Bogosian)              | vago                           |                                |
| 9         | Bobby Goren (Vincent D'Onofrio) | Zach Nichols (Jeff Goldblum)   | Serena Stevens (Saffron Burrows)   | Zoe Callas (Mary Elizabeth Mastrantonio) | vago                           |                                |
| 10        | Bobby Goren (Vincent D'Onofrio) | vago                           | vago                               | Joseph Hannah (Jay O. Sanders)           | vago                           |                                |

## Prêmios/Indicações
| Ano  | Grupo                                   | Prêmio                                                      | Resultado | Homenageado(s) |
| ---- | --------------------------------------- | ----------------------------------------------------------- | --------- | --- |
| 2002 | PPFA Maggie Awards                      | Maggie Award por excelência em Mídia ("The Third Horseman") | Ganhou    | |
| 2002 | People's Choice Award                   | Melhor série estreante                                      | Indicada  | |
| 2002 | Image Award                             | Melhor ator em série dramática                              | Indicado  | Courtney B. Vance |
| 2003 | Edgar Award                             | Melhor episódio de televisão                                | Indicado  | René Balcer por "Tuxedo Hill" |
| 2004 | Satellite Award                         | Melhor ator em série dramática                              | Indicado  | Vincent D'Onofrio |
| 2004 | Edgar Award                             | Melhor história em episódio de televisão                    | Indicados | René Balcer e Gerry Conway, por "Probability"                                                                                             |
| 2005 | Edgar Award                             | Melhor história em episódio de televisão                    | Ganharam  | René Balcer e Elizabeth Benjamin, por "Want"                                                                                              |
| 2005 | Edgar Award                             | Melhor história em episódio de televisão                    | Indicados | René Balcer e Gerry Conway, por "Conscience"; René Balcer e Warren Leight, por "Consumed"; René Balcer e Warren Leight, por "Pas de Deux" |
| 2006 | Reims International Television Festival | Melhor episódio de drama ("In the Wee Small Hours")         | Indicado  | |
| 2006 | Banff Television Award                  | Melhor drama ("In The Wee Small Hours")                     | Indicado  | |
| 2006 | ALMA Award                              | Melhor diretor de televisão de drama ou comédia             | Indicado  | Norberto Barba |
| 2008 | Edgar Award                             | Melhor história em episódio de televisão                    | Indicados | Warren Leight, Siobhan Byrne, & Julie Martin por "Senseless"                                                                              |
| 2008 | Image Award                             | Melhor direção em série dramática                           | Indicado  | Darnell Martin por "Bombshell" |
| 2008 | Satellite Award                         | Melhor atriz em série dramática                             | Indicada  | Kathryn Erbe |
| 2008 | ALMA Award                              | Melhor diretor de televisão de drama ou comédia             | Indicado  | Norberto Barba |

## Séries relacionadas
- Law & Order
- Law & Order: Special Victims Unit
- Law & Order: Trial by Jury
- Paris enquêtes criminelles